# Манол Кочов
Манол Филев Кочов или Кочев е български революционер, деец на Вътрешната македоно-одринска революционна организация.

## Биография
Роден е в 1883 година в костурското село Кономлади, тогава в Османската империя, днес Макрохори, Гърция. Работи в Смирна. Влиза във ВМОРО и се връща в Македония, за да вземе участие в Илинденско-Преображенското въстание в четата на Митре Влаха. След въстанието емигрира в България и живее в Станимака. Оставя спомени за въстанието в Костурско.